# Gaudenz
Gaudenz ist ein männlicher Vorname lateinischer Herkunft. Der Name ist vor allem noch in der Schweiz im Kanton Graubünden geläufig.

## Herkunft und Bedeutung
Der Name Gaudenz stammt vom lateinischen Partizip Präsens gaudens, -entis ab. Das Verb dazu lautet gaudere, zu deutsch sich freuen. Gaudenz bedeutet daher, der sich Freuende, der Fröhliche.

## Varianten
Gaudentius (lat.), Gaudenzio (ital.), Gaudentios (gr.), Gaudencio (span.), Gaudens (franz.)., Gadient, Godenzi, Gudainch, Gudench (rät.)

## Bekannte Namensträger

### Vorname
Gaudenz
- Gaudenz Ambühl (* 1954), Schweizer Skilangläufer
- Gaudenz Issler (1853–1942), Schweizer Politiker
- Gaudenz von Matsch (?1436–1504), Graf in Graubünden
- Gaudenz Meili (* 1937), Schweizer Filmregisseur
- Ulrich Gaudenz Müller (1922–2005), Schweizer Computerlinguist
- Johann Gaudenz von Salis-Seewis (1762–1834), Schweizer Dichter
- Gaudenz Taverna (1814–1878), Schweizer Zeichner und Porträtmaler
- Gaudenz Zemp (* 1962), Schweizer Politiker

Gaudencio
- Gaudencio Rosales (* 1932), Erzbischof von Manila

Gaudenzio
- Gaudenzio Bonfigli (1831–1904), italienischer Erzbischof und Diplomat
- Gaudenzio Ferrari (1481–1547), italienischer Maler
- Antonio Luigi Gaudenzio Giuseppe Cremona (1830–1903), italienischer Mathematiker
- Gaudenzio Marconi (1841–1885), Schweizer Fotograf italienischer Herkunft
- Paganino Gaudenzi (1595–1649), kath. Theologe und Universalgelehrter (De Philosophiae apud Romanos initio et progressu)

Gaudentios
- Gaudentios, griechischer Musiktheoretiker im 2. Jhd., siehe Musiktheorie im antiken Griechenland#Antike musiktheoretische Überlieferung

Gaudentius
- Gaudentius von Gnesen (970–1006/1012/1022), erster Erzbischof von Gnesen
- Gaudentius Andreas Dunkler (1746–1829), österreichischer katholischer Theologe

### Familienname
Gaudenz
- Simon Gaudenz (* 1974), schweizerischer Dirigent

Gaudens
- Augustus Saint-Gaudens (1848–1907), US-amerikanischer Bildhauer

### Fiktive Figur
- Gaudenzio, Nebenfigur (Tenor) in der Oper La Bohème des italienischen Komponisten Ruggiero Leoncavallo

## Geographie
- Arrondissement Saint-Gaudens, Arrondissement in Frankreich (Pyrenäen)
- Kanton Saint-Gaudens, im Arrondissement Saint-Gaudens
- Saint-Gaudens, im Arrondissement Saint-Gaudens

## Bauwerke
- Kloster San Gaudenzio, Toskana
- San Gaudenzio, höchste Kirche Italiens in Novara, siehe Alessandro Antonelli (Architekt) und Liste der höchsten Sakralgebäude

## Sonstiges
- Torta San Gaudenzio, Handelsname einer Mascarpone/Gorgonzola – Torte

Siehe auch:
- Gaudenzi
- Gaudenzdorf